# Davy Crockett – In Hearts United
 For alternative betydninger, se Davy Crockett (flertydig). (Se også artikler, som begynder med Davy Crockett)
Davy Crockett – In Hearts United er en amerikansk stumfilm fra 1909 af Fred Balshofer.